# Гоголевский поселковый совет
Гоголевский поселковый совет (укр. Гоголівська селищна рада) — входит в состав
Великобагачанского района
Полтавской области
Украины.
Административный центр поселкового совета находится в 
пгт Гоголево.

## История
- 1957 — дата образования.

## Населённые пункты совета
- пгт Гоголево